# Ammotrechella disjunctodens
Ammotrechella disjunctodens är en spindeldjursart som beskrevs av Armas och Rolando Teruel 2005. Ammotrechella disjunctodens ingår i släktet Ammotrechella och familjen Ammotrechidae. Inga underarter finns listade i Catalogue of Life.